# Urophora affinis
Urophora affinis es una especie de mosca de las frutas del género Urophora de la familia Tephritidae. Mide de 3 a 4 mm. Tiene alas claras con barras de color oscuro. El cuerpo es de color oscuro. El ovipositor de la hembra no se retrae.
Ha sido introducida intencionalmente en Estados Unidos y Canadá para combatir a una especie invasora de cardos, Centaurea maculosa y también Centaurea diffusa. Se estableció en Montana en 1973.

## Ciclo de vida
U. affinis es multivoltina, pasa el invierno como larva en las flores de C. maculosa. En junio los adultos ponen huevos en los frutos de la planta, cada hembra puede producir hasta 120 huevos. Se ha visto que puede reducir la producción de semillas hasta el 95% pero eso no basta para un control totalmente efectivo. Las larvas de Urophora son depredadas por el ratón Peromyscus maniculatus, limitando así el valor de este control biológico. Por eso se están buscando otras formas de control de esta planta, incluyendo los gorgojos  Larinus minutus y Bangasternus fausti, pero estos también se alimentan de Urophora.